# Bonnes (Vienne)
Bonnes è un comune francese di 1 717 abitanti situato nel dipartimento della Vienne nella regione della Nuova Aquitania.

## Società

### Evoluzione demografica
Abitanti censiti